# Ioan Al. Filipescu
Ion Al. Filipescu  (Iancu Alexandre Filipescu dit Vulpache) (né en 1811 - mort en août 1863)  est un homme politique roumain, membre du second Căimăcămia de trei qui dirige la principauté de Valachie de 1858 à 1859..

## Biographie
Ion est le fils de Alexandre N. Filipescu  Il fait ses études de droit à Paris. Revenu en principauté de Valachie il est nommé mare ban et logofăt. Pendant le règne de Barbu Démètre Știrbei il est ministre des affaires étrangères et chancelier de la justice. En 1858, pendant la Guerre de Crimée et la fin du protectorat russe avec Ioan Manu et Emanoil Băleanu, il administre la Valachie, dans le cadre du caïmacam de trois, entre octobre 1858 et janvier 1859 jusqu'à l'élection comme prince de Alexandru Ioan Cuza le 24 janvier 1859.

## Sources
- (ro) Cet article est partiellement ou en totalité issu de l’article de Wikipédia en roumain intitulé « Ioan Al. Filipescu » (voir la liste des auteurs).